# 以色列人列表
以色列人按职业分类，可以从以下各列表中查询。
- 以色列君主列表
- 以色列总理列表
- 以色列艺术家列表（英语：List of Israeli artists）
- 以色列演员列表（英语：List of Israeli actors）
- 以色列作家列表（英语：List of Israeli writers）
  - 以色列小说家列表（英语：List of Israeli novelists）
- 以色列建筑家列表（英语：List of Israeli architects）
- 以色列画家列表（英语：List of Israeli painters）
- 以色列作曲家列表（英语：List of Israeli composers）
- 以色列哲学家列表（英语：List of Israeli philosophers）
- 以色列雕刻家列表（英语：List of Israeli sculptors）
- 以色列电影导演列表（英语：List of Israeli film directors）
- 以色列裔美国人列表（英语：List of Israeli Americans）
- 以色列诺贝尔奖得主列表
- 以色列奖得主列表（英语：List of Israel Prize recipients）

|  | 本条目是人物相关列表索引。 |